# Прозор, Юзеф
Юзеф Прозор (1723 — 22 октября 1788) — государственный и военный деятель Великого княжества Литовского, подстароста ковенский, войский ковенский (1755), староста ковенский (1764), подполковник королевский (1756), генерал-майор армии ВКЛ (1762), член Постоянного Совета (1776), маршалок Трибунала ВКЛ (1781), каштелян витебский (1774—1781), воевода витебский (1781—1787).

## Биография
Представитель литовского шляхетского рода Прозоров собственного герба. Сын Станислава Прозора и Розы Сыруц.
Юзеф Прозор получил образование в рыцарской академии в Люневиле, которую он закончил в 1741 году. Он получил патент поручика герцогства Лотарингии.
Депутат сейма от Ковенского повета в 1756 и 1758 годах. В 1764 году Юзеф Прозор стал членом генеральной конфедерации Великого княжества Литовского. В 1764 году он был избран послом (депутатом) от Ковенского повета на конвокационный и коронационный сеймы. Член скарбового департамента Постоянного совета с 1777 года. Сеймовый судья в 1784 и 1786 годах.
На Разделительном сейме 1773—1775 годов Юзеф Прозор был назначен членом скарбовой комиссии Великого княжества Литовского. Он был награжден Орденом Святого Станислава (1775) и Ордена Белого орла (1785).
В поместье Дудичи Минского воеводства открыл школу, построил униатскую церковь, дворец, в Сигневичах Брестского воеводства — костел, больницу и школу.
Умер 22 октября 1788 года, похоронен в сигневичском костёле.

## Семья и дети
Он был женат первым браком на Фелициане Немирович-Щит, дочери каштеляна мстиславского Юзефа Немировича-Щита и Петронеллы Схоластики Володкович. Дети от первого брака:
- Кароль
- Антоний
- Игнацы Каетан
- Петронелла
- Марианна

После преждевременной смерти Фелицианы (ум. 1766) Юзеф Прозор вторично в 1767 году женился на Александре Заранек. Дети от второго брака:
- Барбара
- Роза

В третий раз женился на Марианне Халецкой, от брака с которой детей не имел.